# Soo Beng Kiang
Soo Beng Kiang (19 de marzo de 1968) es un deportista malasio que compitió en bádminton. Ganó una medalla de plata en el Campeonato Mundial de Bádminton de 1993 en la prueba de dobles.

## Palmarés internacional
| Campeonato Mundial | Campeonato Mundial       | Campeonato Mundial | Campeonato Mundial |
| Año                | Lugar                    | Medalla            | Prueba             |
| ------------------ | ------------------------ | ------------------ | ------------------ |
| 1993               | Birmingham (Reino Unido) | Medalla de plata   | Dobles             |